# Dolichopeza (Nesopeza) parvicornis
Dolichopeza (Nesopeza) parvicornis is een tweevleugelige uit de familie langpootmuggen (Tipulidae). De soort komt voor in het Oriëntaals gebied.